# Hausschlachtung

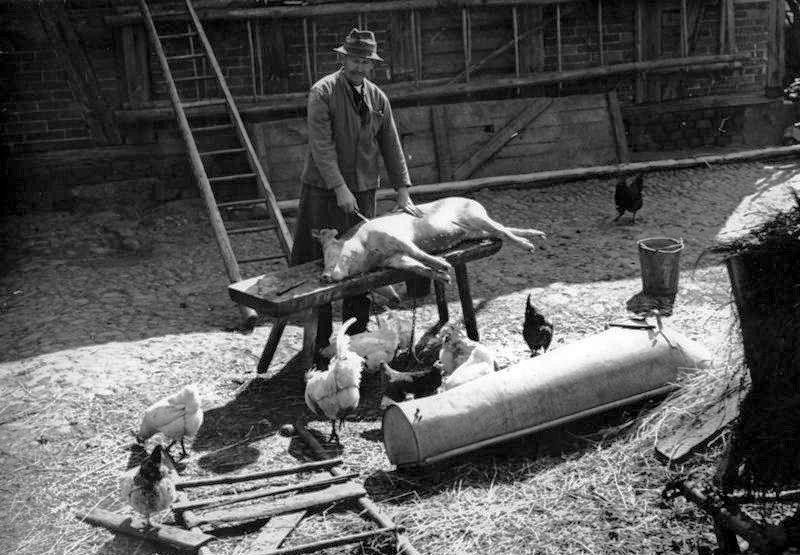
Hausschlachtung (1947)

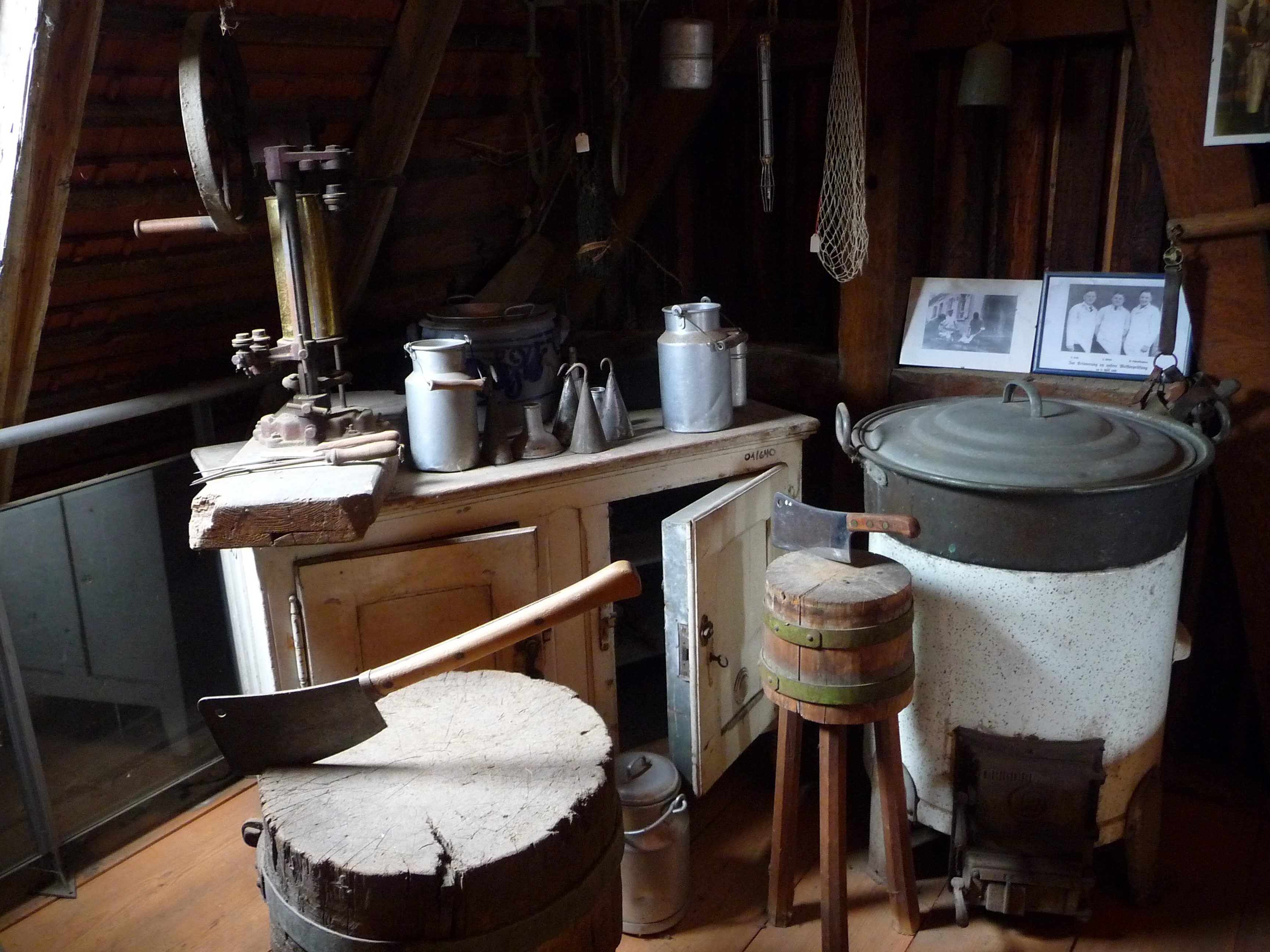
Utensilien, die Anfang des 19. Jahrhunderts bei der Hausschlachtung verwendet wurden (links eine Wurstpresse mit Kurbel und Spindel, rechts ein Brühkessel)

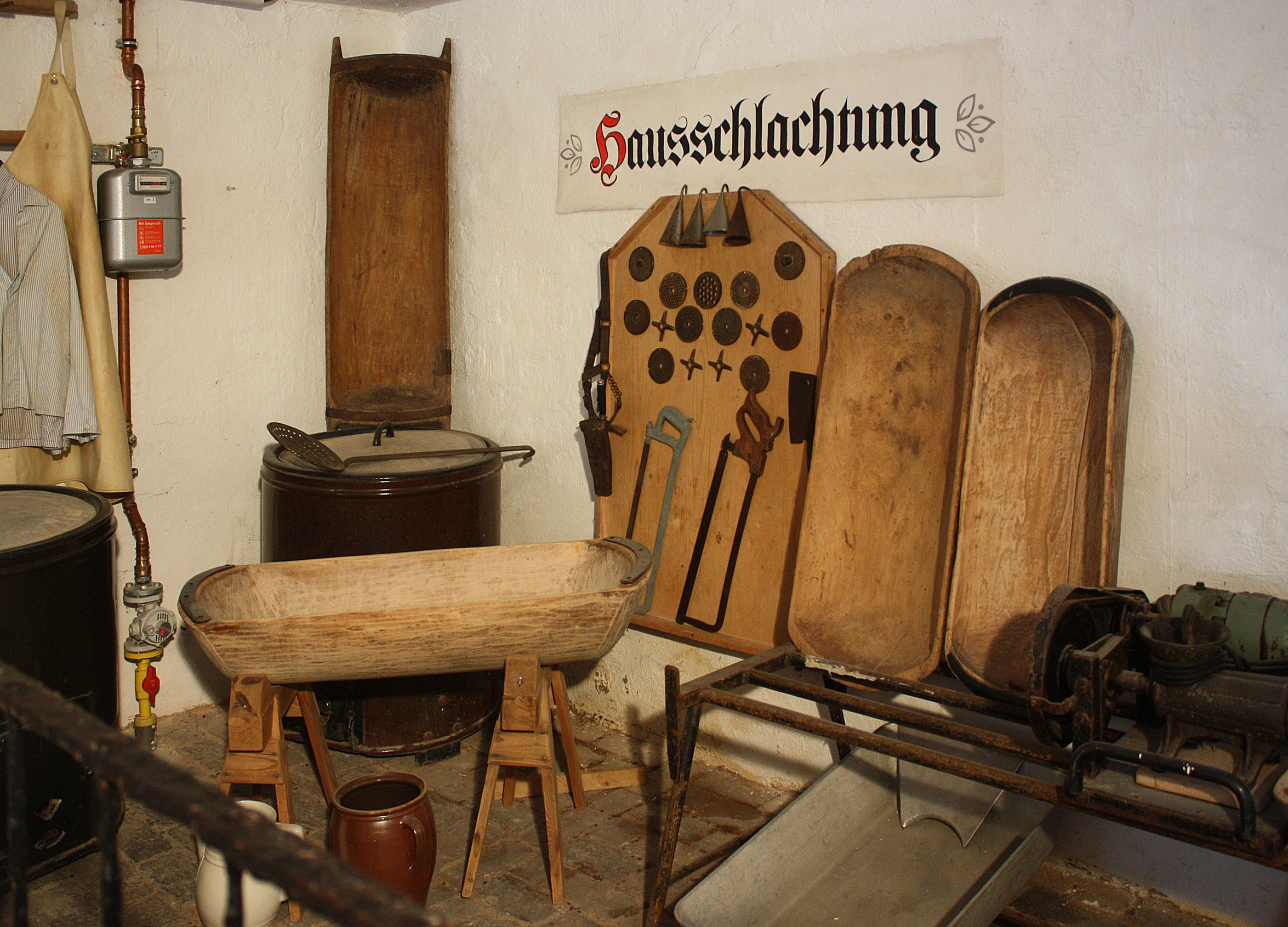
Historische Geräte für eine Hausschlachtung: Holzmulden, Topf aus Steinzeug, hinten angelehnt: hölzerner Brühtrog; am Brett: Schabeglocken, Lochscheiben, Knochensägen u. a. (Auerstedt Schlossmuseum)

Als Hausschlachtung wird in Deutschland eine Schlachtung außerhalb gewerblicher Schlachtstätten bezeichnet, in der Regel am Hof des Tierbesitzers, wobei das erschlachtete Fleisch ausschließlich im eigenen Haushalt des Tierbesitzers verwendet wird. Typisches Tier für eine Hausschlachtung ist das Schwein, doch es werden auch Rinder, Schafe, Ziegen, Pferde, Hühner, Kaninchen und Esel geschlachtet.

## Hausschlachtung von Nutztieren
Eine Hausschlachtung ist eine Schlachtung, bei der ein Nutztier für den Eigenbedarf geschlachtet wird.
Zum Betäuben muss das Tier mit dem Bolzenschussgerät geschossen werden. Dazu drängt sich der Schlachter von der Seite an das Tier, streichelt es beruhigend an Rücken und Nacken und folgt ihren Bewegungen mit dem schussbereiten Betäubungsgerät. Erst wenn das Tier ruhig steht und den Kopf etwas hebt, setzt er den Schussapparat an und drückt ab. Durch das Betätigen des Abzughebels wird dem Tier ein Bolzen ca. 10 cm ins Hirn geschossen und zerstört Teile des Gehirns. Dadurch wird das Tier betäubt und bricht zusammen.
Die eigentliche Schlachtung erfolgt erst durch das Abstechen des Tieres. Beim Hausschlachten geschieht das meist im Liegen. Zum Abstechen kniet sich der Schlachter von hinten auf den Nacken des Tieres, setzt einen Fuß vors Maul und zieht dann den Kopf so weit zurück, bis der Hals sich spannt und schneidet mit einem scharfen Messer die Kehle durch. Das Schlachten ist richtig, wenn das Blut beim Herausziehen des Messers in einem kräftigen Schwall herausschießt.
Das austretende Blut wird meist aufgefangen und gerührt, um Gerinnung zu verhindern, es kann für Blutwurst oder Ähnliches verwendet werden. Mittlerweile sind citrathaltige Gerinnungshemmer auf dem Markt erhältlich, welche auch ohne Rühren eine Gerinnung verhindern. Typisch ist auch, dass neben dem Fleisch alle verwertbaren Teile genutzt werden und alles sofort weiterverarbeitet wird (Warmschlachtung).
- Ein Wirbeltier töten darf nur, wer die dazu notwendigen Kenntnisse und Fähigkeiten hat (§ 4 Absatz 1 des Tierschutzgesetzes).
- Eine Abgabe des Fleisches an andere ist nicht gestattet.

Die Hausschlachtung war in ländlichen Gebieten in früherer Zeit die Regel. Bei größeren Tieren wurde hierzu meist ein Metzger ins Haus bestellt, der das Tier fachgerecht tötete und zerlegte. Die weitere Verarbeitung des Fleisches erfolgte dann meist durch die Eigentümerfamilie selbst, wobei dies oft mehrere Tage in Anspruch nahm bis alle verwertbaren Teile durch Pökeln, Räuchern, später auch Einwecken haltbar gemacht waren, so dass nichts mehr verderben konnte. Während dieser Zeit mussten alle anderen Arbeiten zurückgestellt werden und häufig wurden auch weitere Helfer benötigt, die dann mit einem Anteil an Fleisch oder Wurst bezahlt wurden.

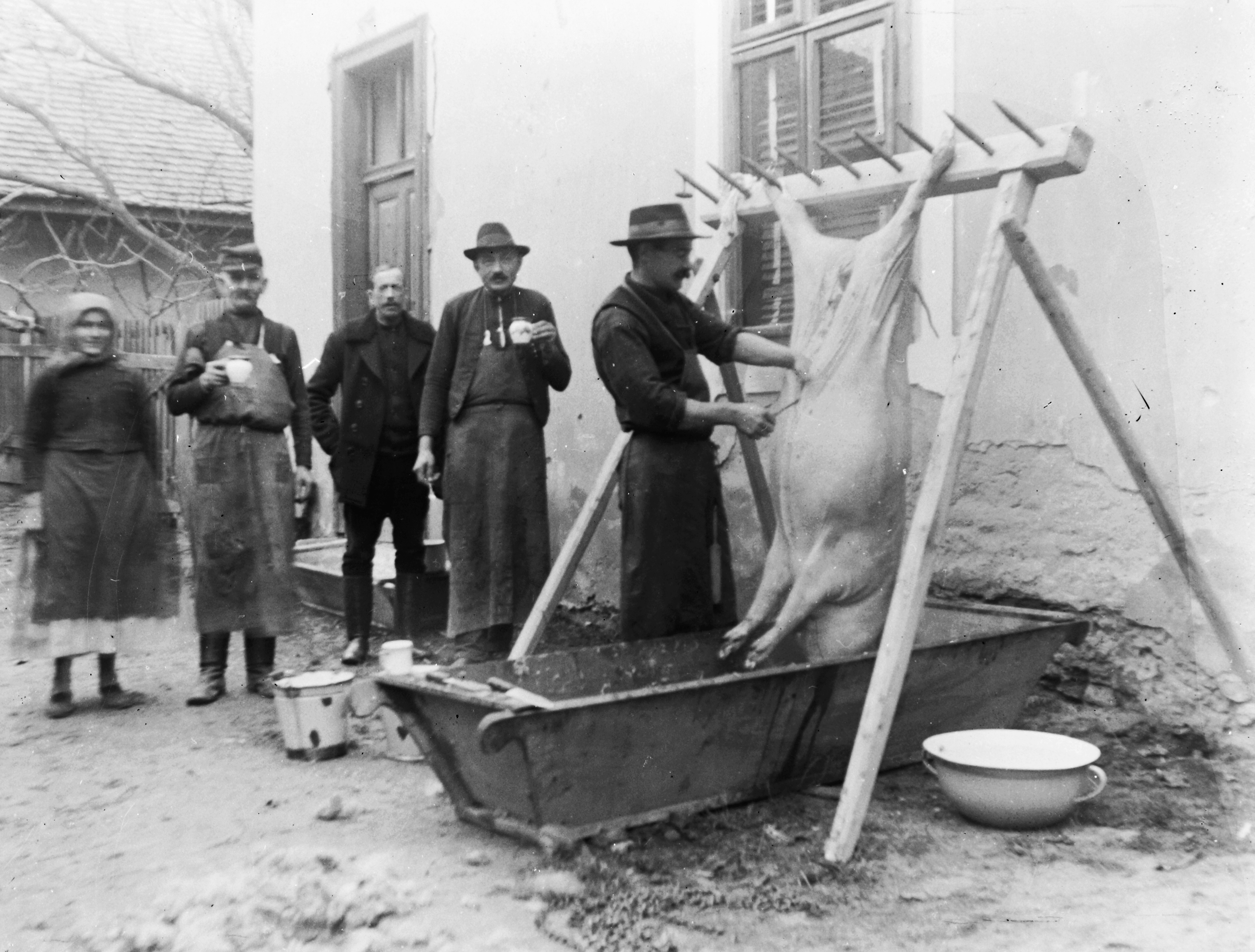
Hausschlachtung eines Schweins in Ungarn 1925

Auch Familien, die eigentlich keine Landwirtschaft betrieben, hielten sich für den Eigenbedarf meist ein Schwein, da Fleisch und Wurst verhältnismäßig teuer und auf dem Land im Ladenverkauf oftmals nicht erhältlich waren.
Als sich die Ernährungslage nach dem Zweiten Weltkrieg zusehends verschlechterte und zu viele Menschen mit ihren zugeteilten knappen Lebensmittel-Rationen nicht mehr auskamen, blühte der Schwarzhandel und somit auch die „Schwarzschlachtungen“. Von diesen nicht genehmigten Hausschlachtungen profitierten auch die im Haus ansässigen Heimatvertriebenen, die oft mit am gemeinsamen Tisch saßen. Unter anderem im Lippischen und in Ostwestfalen achteten Hausschlachterinnungen darauf, dass die Hausschlachtungen fachgerecht ausgeführt wurden. Diese Innungen bestanden zum Teil bis 2014.
In den 1950er und 1960er Jahren nahm die Zahl der Hausschlachtungen in Deutschland immer mehr ab, da durch die verbesserten Transportmöglichkeiten mit entsprechender (Tief-)Kühlung auch in ländlichen Regionen Fleisch verkauft wurde. Gleichzeitig sanken die Preise für Fleisch durch die rationellere und schließlich industrielle Tierhaltung und Mast immer weiter, so dass sich der Aufwand der Mast von Schlachtvieh für den eigenen Bedarf nicht mehr lohnte. In neuerer Zeit wächst das Interesse an Hausschlachtungen wieder, da durch die diversen Fleischskandale und die Kritik an den Zuständen in der Massentierhaltung nach gesünderen und tiergerechteren Alternativen gesucht wird, die frühere Bedeutung wird aber auf absehbare Zeit wohl kaum erreicht werden.
In manchen Gegenden Deutschlands war der Tag der Schlachtung früher ein Festtag. Deshalb sprach man auch von einem Schlachtfest.

## Rechtliche Bestimmungen in Deutschland
In der Verordnung über Anforderungen an die Hygiene beim Herstellen, Behandeln und Inverkehrbringen von bestimmten Lebensmitteln tierischen Ursprungs (Tierische Lebensmittel-Hygieneverordnung – Tier-LMHV) sind die rechtlichen Bestimmungen festgelegt:
- In Deutschland wird vor der Schlachtung eine Untersuchung durch die amtlichen Tierärzte (Schlachttieruntersuchung = Lebendbeschau) durchgeführt.
- Nach der Schlachtung wird als weitere Untersuchung durch die amtlichen Tierärzte  eine Fleischuntersuchung durchgeführt, bei Schweinen und Einhufern zusätzlich die Trichinenuntersuchung.
  - Der amtlichen Schlachttier- und Fleischuntersuchung unterliegen Rinder, Schweine, Schafe, Ziegen und andere Paarhufer, Pferde und andere Einhufer, wenn ihr Fleisch für die Weitervermarktung des menschlichen Genuss bestimmt ist.
  - Bei Kaninchen und Geflügel darf die Schlachttier- und Fleischuntersuchung unterbleiben, wenn der Schlachtende keine bedenklichen Merkmale am Tierkörper entdeckt.
  - In gleicher Weise ist Haarwild zu untersuchen, wenn es auf andere Weise als durch Erlegen getötet wird (z. B. Wild aus Gehegen).
- Nach der Schlachtung wird das sogenannte Spezifizierte Risikomaterial (SRM) über eine Tierkörperbeseitigungsanstalt entsorgt.
- Ein Wirbeltier töten darf nur, wer die dazu notwendigen Kenntnisse und Fähigkeiten hat (§ 4 Absatz 1 des Tierschutzgesetzes).

## Rechtsrahmen seit 2021
Mit der Delegierten Verordnung (EU) 2021/1374 hat die Europäische Kommission am 12. April 2021 die geltende Verordnung (EG) Nr. 8531/2004 zu Hygienevorschriften für Lebensmittel tierischen Ursprungs geändert und dem Anhang ein Kapitel VIa hinzugefügt (in Kraft getreten am 9. September 2021). Zum Zwecke der Verbesserung des Tierschutzes wurde danach die Schlachtung von als Haustiere gehaltenen Huftieren am Herkunftsbetrieb erlaubt, und zwar bis zu drei Hausrinder, sechs Hausschweine oder drei Pferde oder Esel. Vorausgesetzt ist dazu der Einsatz einer mobilen Schlachteinheit, die von einem oder mehreren zugelassenen Schlachthöfen betrieben wird, und die Anwesenheit eines Tierarztes.
Die Bundesländer haben diese neue Regelung nur zum Teil umgesetzt. Niedersachsen hat dazu bereits im Februar 2022 einen umfassenden Leitfaden  herausgegeben. Bayern hat seine Vorschriften für die Weideschlachtung angepasst. Schleswig-Holstein hat einen Projektbericht über die regionale Schlachtung und Zerlegung für Bio-Schweine und Bio-Rinder vorgelegt. Baden-Württemberg hatte bereits 2018 das Muster einer mobilen Schlachteinheit vorgestellt und am 6. Dezember 2021 einen entsprechenden Leitfaden herausgegeben. Brandenburg und Sachsen haben inzwischen ebenfalls Muster von Einrichtungen für eine teil-mobile Schlachtung vorgestellt.